# Pakistaanse voetbalbond
De Pakistaanse voetbalbond of Pakistan Football Federation (PFF) is de voetbalbond van Pakistan.
De voetbalbond werd opgericht in 1947 en is sinds 1954 lid van de Aziatisch voetbalbond (AFC) en sinds 1997 lid van de Zuid-Aziatische voetbalbond (SAFF). In 1948 werd de bond lid van de FIFA. De voetbalbond is onder andere verantwoordelijk voor het Pakistaans voetbalelftal en de nationale competitie. In 2017 werd de bond geschorst door FIFA. De reden was de verdenking dat de bond niet meer onafhankelijke beslissingen mocht nemen. In 2021 werd de bond wederom geschorst.

## President
In oktober 2021 was de president Haroon Malik.